# Ovidiu Tonita
Ovidiu Tonita (6 d'agost de 1980, Bârlad, Romania) és un jugador de rugbi a XV romanès. Va disputar el seu primer partit amb l'equip de Romania el 20 de febrer de 2000. Ha jugat la major part de la seva carrera en l'USA Perpinyà (USAP).